# Denis Worrall
Denis John Worrall (Benoni, 29 mei 1935 – Kaapstad, 18 mei 2023) was een Zuid-Afrikaans geleerde, zakenman, diplomaat en politicus.

## Biografie
Denis Worrall behaalde een academische graad in de politieke filosofie aan de Universiteit van Kaapstad en behaalde in 1965 zijn doctorstitel aan de Cornell-universiteit in de Verenigde Staten van Amerika. Nadien werkte hij als universitair docent in zijn geboorteland. Hij was aanvankelijk lid van de jeugdafdeling van de Verenigde Party (VP), richtte in 1959 de Progressive Party op, maar sloot zich later aan bij de Nasionale Party (NP) voor welke partij hij in 1974 namens de Kaapprovincie in de Senaat werd benoemd. In 1977 werd hij in de Volksraad gekozen. Binnen de fractie van de NP koos hij de zijde van de hervormingsgezinden. In 1980 werd hij voorzitter van het Constitutionele Comité van de Presidentiële Raad.
Van 1982 tot 1984 was hij ambassadeur van Zuid-Afrika in Australië en van 1984 tot 1987 was hij ambassadeur van zijn land in het Verenigd Koninkrijk. In 1987 keerde hij naar Zuid-Afrika terug en was parlementskandidaat voor de door hem en Wynand Malan opgerichte Onafhanklike Party, maar werd met 39 stemmen verschil in zijn kiesdistrict verslagen door Chris Heunis. In 1989 was hij betrokken bij de oprichting van de liberaal georiënteerde Democratische Partij en in datzelfde jaar werd hij namens die partij in het parlement gekozen. De Democratische Partij vormde de belangrijkste blanke oppositie tegen het apartheidsbewind. In 1994 trok hij zich uit de politiek terug en wijdde zich nadien voornamelijk aan zaken.
Denis Worrall was naast docent aan verschillende Zuid-Afrikaanse universiteiten ook (gast)docent aan universiteiten in de Verenigde Staten van Amerika en Nigeria. In 2015 richtte hij de zakenkrant The Cape Messenger op.
Hij werd bijna 88 jaar oud.